# Lunawara
Lunavara o Lunawara (també Lunavada o Lunavara) fou un estat tributari protegit a l'agència de Rewa Kantha, província de Gujarat, presidència de Bombai. La superfície del principat era de 1005 km² i limitava al nord amb Dungarpur, a l'est amb Sunth i Kadana (estats de Rewa Kantha), al sud els Panch Mahals i a l'oest Idar (a l'agència de Mahi Kantha) i Balasinor (a la de Rewa Kantha). Tenia diversos pobles fora del territori principal als Panch Mahals britànics i a Balasinor. Estava creuat pel Mahi; la seva distància màxima de nord a sud era de 55 km i d'est a oest de 40 km. La població era:
- 1872: 74.813
- 1881: 75.450
- 1891: 90.147
- 1901: 63.967 (descens per la fam de 1899-1900)

El sobirà era descendent d'una dinastia rajput que havia governat a Anhilvada (Patan); els ancestres s'haurien establert a Virpur el 1225. El 1434 la família es va traslladar a Lunavada segurament expulsats de l'altre costat del Mahi pel creixent poder del sultanat de Gujarat. Fou tributari d'aquest sultanat i dels mogols i al segle XVIII del Gaikwar i dels Sindhia (marathes). El 1819 els britànics van garantir el territori al sobirà i fou integrat a l'agència de Mahi Kantha pero el 1825 traslladat a Rewa Kantha com estat de segona classe; el 1861 va cedir als britànics els Panch Mahals. El 1867 el rana Wakhatsimji (de 7 anys) va pujar al tron i en el seu llarg regnat va obtenir el títol de maharana; el sobirà pertanyia a la casta hindú rajput dels solankis i va rebre dret a salutació de 9 canonades i més tard un sanad autoritzant l'adopció; la successió era per primogenitura. Pagava tribut al govern britànic i al Gaikwar de Baroda (conjuntament 14.232 rúpies)
La principal població i única ciutat i municipalitat era Lunavada i hi havia 318 pobles. La població era hindú amb un 5% de musulmans. La força de policia era de 177 homes incloent un teòric cos militar de 43 utilitzat com a policia.
Lunavada, la capital, estava situada a 23° 08′ N, 73° 39′ E / 23.133°N,73.650°E a uns 7 km de la confluència del Mahi i el Panam i a 1 km d'aquest darrer. La població el 1901 era de 10.277 habitants(el 1881 de 9.059); la ciutat fou fundada per Rana Bhim Singhji el 1434 suposadament per consell d'un asceta devot del deu Luneswar, en honor del qual la ciutat va rebre el nom segons la llegenda i tradició. Una capella dedicada al deu encara existeix prop de la porta de Darkuli

## Bandera
La bandera rea rectangular verda, amb una estreta banda vertical blanca al pal; al mig de la part verda l'escut de l'estat en vermell.

## Llista de ranes a partir del segle XVIII
- Bir Singhji 1674 - 1711
- Nar Singhji 1711 - 1735
- Wakhatsimji 1735 - 1757
- Dip Singhji 1757 - 1782
- Durjansalji 1782 - 1786
- Jagat Singhji 1786 - ?
- Partab Singhji ? - 1817
- Shiv Singhji 1817 - 1818
- Fateh Singhji 1818 - 1849
- Dalpat Singhji 1849 - 1852
- Dalilsimji 1852 - 1867
- Wakhatsimji 1867 - 1929
- Virbhadraaimhji Ranjitsimhji (net) 1929-1948 (+1986)